# استودیو اطلس فیلم
استودیو اطلس فیلم یک شرکت فیلمسازی و استودیو دوبله در تهران بود که در سال ۱۳۳۵ توسط گرجی عبادیا تأسیس شد بود. این استودیو در ابتدا فیلم‌های هندی و عربی را خریداری کرده و پس از دوبله منتشر می‌کرده است اما در سال ۱۳۳۷ اولین فیلم خود را با نام دشمن زن را تهیه و تولید کرده است.
کارگردانانی که با این استودیو همکاری داشته‌اند پرویز خطیبی، ابراهیم مرادی و اسماعیل پورسعید بوده‌اند.

## فیلم‌شناسی
- گناه من چیست (۱۳۴۳)
- پرتگاه مخوف (۱۳۴۲)
- ترس و تاریکی (۱۳۴۲)
- دختر ساری (۱۳۴۲)
- زن‌ها فرشته‌اند (۱۳۴۲)
- دخترها اینطور دوست دارند (۱۳۴۱)
- زمین تلخ (۱۳۴۱)
- گربه وحشی (۱۳۴۱)
- مکر ابلیس (۱۳۴۱)
- انسان پرنده (۱۳۴۰)
- خانم عوضی گرفتی (۱۳۴۰)
- بیم و امید (۱۳۳۹)
- دختری از اصفهان (۱۳۳۹)
- فرشته فراری (۱۳۳۹)
- بازی عشق (۱۳۳۸)
- دست تقدیر (۱۳۳۸)
- گوهر لکه‌دار (۱۳۳۸)
- دشمن زن (۱۳۳۷)